# A Swingin' Affair!
A Swingin' Affair! è un album del crooner statunitense Frank Sinatra, pubblicato nel 1957 dalla Capitol Records.

## Il disco
A Swingin' Affair! è stato concepito come continuazione di Songs for Swingin' Lovers!, e in effetti si nota la ripresa di alcune formule base (come ad esempio in Night and Day, sigla della trasmissione Radiocity, condotta da Stefano Mensurati, che somiglia vagamente a I've Got You Under My Skin dello Swingin' Lovers). Tuttavia ci sono anche alcuni esperimenti dell'arrangiatore Nelson Riddle, che rende l'album più spavaldo ed esuberante.
Particolarmente impressionante il repertorio, che include quattro pezzi di Cole Porter, due di George Gershwin, uno di Richard Rodgers, uno di Jerome Kern e uno di Duke Ellington.
L'album raggiunse la settima posizione nella classifica Billboard 200 e la prima nella Official Albums Chart.

## Tracce

### Lato A
1. Night and Day - 3:58 - (Porter)
2. I Wish I Were in Love Again - 2:27 - (Hart, Rodgers)
3. I Got Plenty o' Nuttin' - 3:09 - (Heyward, Gershwin, Gershwin)
4. I Guess I'll Have to Change My Plan - 2:23 - (Schwartz, Dietz)
5. Nice Work if You Can Get It - 2:20 - (Gershwin, Gershwin)
6. Stars Fell on Alabama - 2:37 - (Perkins, Parish)
7. No One Ever Tells You - 3:23 - (Atwood, Coates)
8. I Won't Dance - 3:21 - (Kern, McHugh, Hammerstein, Harbach, Fields)

### Lato B
1. The Lonesome Road - 3:53 - (Shilket, Austin)
2. At Long Last Love - 2:23 - (Porter)
3. You'd Be So Nice to Come Home To - 2:03 - (Porter)
4. I Got It Bad (And That Ain't Good) - 3:21 - (Ellington, Webster)
5. From This Moment On - 3:50 - (Porter)
6. If I Had You - 2:35 - (Campbell, Connelly, Shapiro)
7. Oh! Look at Me Now - 2:48 - (Bushkin, DeVries)

### Tracce aggiunte successivamente
1. The Lady Is a Tramp - 3:14 - (Hart, Rodgers)

## Musicisti
- Frank Sinatra - voce;
- Nelson Riddle - arrangiamenti;
- Juan Tizol - trombone.